# Autoroute A55 (Italie)

Tracé de l'A 55 - Tangenziale di Torino

Pour les articles homonymes, voir A55.
L'autoroute italienne A 55 correspond au périphérique de Turin (Tangenziale di Torino). Cette autoroute a été ouverte sur la totalité de son parcours en 1976 et se développait sur 57,5 km,. Elle entoure la Ville métropolitaine de Turin sur les trois cotés nord, ouest et sud. Elle comporte 3 et parfois 4 voies dans chaque sens de circulation avec une bande d'arrêt d'urgence. Elle comprend deux sections : le périphérique Nord (23,37 km) et le périphérique Sud (25,86 km) et divers raccordements (31,78 km) qui ont été réalisés ensuite. L'A55 relie l'autoroute A4 La Serenissima (Turin-Milan-Venise-Trieste) au Nord-Est, l'A5 Valle d'Aosta (Turin-Aoste-Tunnel du Mont-Blanc) au Nord, l'A32 del Fréjus (Turin-tunnel du Fréjus) à l'Ouest et l'A6 La Verdemare (Turin-Savone) au Sud et A21 dei Vini (Turin-Plaisance-Brescia) au Sud-Est. Malgré une la baisse du trafic international dû à la fermeture de l'Autoroute de la Maurienne, en Savoie le 27 août 2023 pendant plusieurs mois, le trafic est toujours resté supérieur à 400 000 véhicules par jour, dont 20 % de poids lourds.
Un projet est à l'étude pour réaliser le périphérique Est qui relierait directement les autoroutes A21 et A5, complétant ainsi la boucle autour de Turin. 

## Histoire
Les travaux de construction du périphérique de Turin (Tangenziale en italien), ont débuté à la fin des années 1960 pour s'achever en 1976, à l'exception de la branche vers Pinerolo, prévue dès le début (la jonction Corso Orbassano était déjà réalisée), mais construite en 1990.
Depuis le 1er décembre 2024, la concession de l'autoroute A55 a été attribuée à la société ITP - Ivrea Torino Piacenza S.p.A., une filiale du groupe SIS de la famille Dogliani, qui a succédé à ATIVA S.p.A. du groupe Gavio qui gère également l'autoroute A21 Turin-Plaisance depuis 2024.

## Parcours
| PÉRIPHÉRIQUE NORD de TURIN |                                                                   |                              |                                |                      |
| Type                       | Indications                                                       | ↓km↓                         | ↑km↑                           | Ville Métropolitaine |
|                            | Bardonnèche Tunnel du Fréjus                                      | 0                            | 20,2                           | TO                   |
|                            | SS 25 del Moncenisio Rivoli                                       | 0,3                          | 21,9                           | TO                   |
|                            | Aire de service Rivoli Sud                                        | 0,9 Uniquement sur voie Est  | -                              | TO                   |
|                            | Aire de service Rivoli Nord                                       | -                            | 17,3 Uniquement sur voie Ouest | TO                   |
|                            | Barrière de Bruere                                                | 2,9                          |                                | TO                   |
|                            | Périphérique Sud                                                  | 3,7                          | 16,5                           | TO                   |
|                            | SS 24 del Monginevro Pianezza, Collegno                           | 6,6                          | 13,6                           | TO                   |
|                            | Savonera Palais royal de Venaria Druento                          | 7,6 Uniquement sur voie Est  | -                              | TO                   |
|                            | C.so Regina Margherita                                            | 8,5                          | 11,7                           | TO                   |
|                            | Savonera Palais royal de Venaria Druento                          | -                            | 11,3 Uniquement sur voie Ouest | TO                   |
|                            | Venaria Reale Druento Stade des Alpes Valli di Lanzo              | 12,2                         | 8                              | TO                   |
|                            | Borgaro Torinese                                                  | 14,1                         | 6,1                            | TO                   |
|                            | Aire de services Stura Nord                                       | -                            | 4,9 Uniquement sur voie Ouest  | TO                   |
|                            | Aire de services Stura Sud                                        | 16,3 Uniquement sur voie Est | -                              | TO                   |
|                            | Caselle - RA 10 Aéroport de Turin Valli di Lanzo SSP 460 Canavese | 17,1                         | 3,1                            | TO                   |
|                            | Falchera - Turin-Trieste                                          | 18,2                         | 2                              | TO                   |
|                            | Aosta - Tunnels                                                   | 20,2                         | 0                              | TO                   |

| PÉRIPHÉRIQUE SUD de TURIN | |                               |                              |          |
| Type                      | Indications                                                                                           | ↓km↓                          | ↑km↑                         | Province |
|                           | Turin-Piacenza-Brescia                                                                                | 0                             | 25,86                        | TO       |
|                           | Santena                                                                                               | 0                             | 25,86                        | TO       |
|                           | Barrière de Trofarello                                                                                | 4                             | 21,8                         | TO       |
|                           | Vadò                                                                                                  | 4,7                           | 21,1                         | TO       |
|                           | Bauducchi C.so Unità d'Italia - Lingotto Fiere Moncalieri Savona                                      | 6,8                           | 19                           | TO       |
|                           | SS 20 - La Loggia Cuneo                                                                               | 9,6                           | 16,2                         | TO       |
|                           | Aire de service Nichelino Nord                                                                        | 10,4 Uniquement sur voie Nord | -                            | TO       |
|                           | Aire de service Nichelino Sud                                                                         | -                             | 14,2 Uniquement sur voie Sud | TO       |
|                           | Debouchè Nichelino, Vinovo - Hippodrome de Turin                                                      | 13,7                          | 12,1                         | TO       |
|                           | Stupinigi SR 23 Pavillon de chasse de Stupinigi Turin Corso Unione Sovietica Stade olympique de Turin | 15,2                          | 10,6                         | TO       |
|                           | C.so Orbassano - Drosso Usine FIAT Drosso Beinasco-Orbassano                                          | 17,3                          | 8,5                          | TO       |
|                           | Pinerolo Autoroute du Pinerolese des Lacs d'Avigliana                                                 | 18                            | 7,8                          | TO       |
|                           | S.I.TO Interporto Hôpital S. Luigi di Orbassano Autoroute ferroviaire alpine                          | 21                            | 4,8                          | TO       |
|                           | C.so Allamano Grugliasco C.so IV Novembre                                                             | 24,7                          | 1,1                          | TO       |
|                           | C.so Francia Rivoli, Cascine Vica                                                                     | 25,4                          | 0,4                          | TO       |
|                           | Périphérique Nord                                                                                     | 25,86                         | 0                            | TO       |

## Bifurcation vers Pinerolo

A55 - Bifurcation vers Pinerolo

Le projet de réaliser une section d'autoroute de Turin à Pinerolo est né dans les années 1960, à la suite de l'augmentation du trafic vers Pinerolo et ses vallées, la Val Chisone en particulier.
La section était prévue depuis le projet initial du périphérique de Turin, mais à la suite de multiples problèmes, le premier tronçon Turin - None n'a été inauguré qu'en 1992 et le dernier tronçon a été achevé pour les Jeux olympiques d'hiver de 2006 de Turin. Il a été inauguré le 9 janvier 2006.
Ce tronçon, géré par la société ITP - Ivrea Torino Piacenza S.p.A., une filiale du groupe SIS de la famille Dogliani, concessionnaire qui a succédé à l'ATIVA du groupe Gavio qui gère également l'autoroute A21 Turin-Plaisance depuis 2024, comporte 2 chaussées à voies avec une bande d'arrêt d'urgence sur toute sa longueur. Il démarre à la fin de la voie rapide urbaine du Corso Orbassano à Turin dans le quartier Mirafiori Sud pour se terminer à Pinerolo, rejoignant la SR 23 - Superstrada régionale 23 de Sestriere, une voie rapide à 2 chaussées séparées (mais sans bande d'arrêt d'urgence), formant la rocade de Pinerolo.
| - TURIN - PINEROLO Autoroute du Pinerolese |                                                                              |       |       |          |
| Type                                       | Indications                                                                  | ↓km↓  | ↑km↑  | Province |
|                                            | Turin - C.so Orbassano                                                       | 0,0   | 23,44 | TO       |
|                                            | Périphérique Nord Milan Bardonnèche Aoste Trafori                            | 0,9   | 22,54 | TO       |
|                                            | Usine FIAT Drosso Périphérique Sud Savona Piacenza - Brescia                 | 1,33  | 22,11 | TO       |
|                                            | Autoroute du Pinerolese                                                      | 1,33  | 22,11 | TO       |
|                                            | Barrière de Beinasco                                                         | 2,3   | 21,14 | TO       |
|                                            | Aire de services Beinasco                                                    | 3     | 20,4  | TO       |
|                                            | Orbassano                                                                    | 4,2   | 19,2  | TO       |
|                                            | Candiolo Rivalta Orbassano I.R.C.C. - Centro Tumori                          | 7,1   | 16,3  | TO       |
|                                            | Gerbole di Volvera                                                           | 9,6   | 13,8  | TO       |
|                                            | Volvera                                                                      | 12,1  | 11,3  | TO       |
|                                            | None                                                                         | 13,9  | 9,5   | TO       |
|                                            | Piscina                                                                      | 19,8  | 3,6   | TO       |
|                                            | Aire de service Piscina                                                      | 21,5  | 1,9   | TO       |
|                                            | Riva di Pinerolo                                                             | 23,1  | 0,3   | TO       |
|                                            | Périphérique de Pinerolo Val Chisone - Sestrière Saluzzo - Cuneo Val Pellice | 23,44 | 0,0   | TO       |

## Raccordement de la Falchera - SR11

A55 - Raccordement de la Falchera

Le raccordement de la Falchera de 3,13 km débute à la sortie Falchera de l'A55-Tangenziale Nord et se termine, sans interruption, avec la Superstrada Turin-Chivasso (Padana Superiore). Sur le parcours, après la barrière de péage de la Falchera on trouve la sortie pour la SSP 460 et les interconnexions avec l'Autoroute A4 (Turin-Milann-Venise) et l'A5 (Turin-Aoste).
| Raccordement de la FALCHERA |                                 |      |      |          |
| Type                        | Indications                     | ↓km↓ | ↑km↑ | Province |
|                             | Périphérique Nord               | 0,0  | 3,13 | TO       |
|                             | Barrière de Falchera            | 0,5  | 2,6  | TO       |
|                             | Leinì SSP 460 del Gran Paradiso | 0,5  | 2,6  | TO       |
|                             | Turin-Trieste                   | 1,9  | 1,2  | TO       |
|                             | Abbaye de Stura                 | 3,13 | 0    | TO       |
|                             | SR 11 Padana Superiore          | 3,13 | 0,0  | TO       |

## Bifurcation pour Moncalieri

A55 - Bifurcation vers Moncalieri

| BRANCHE POUR MONCALIERI |                                        |      |      |          |
| Type                    | Indications                            | ↓km↓ | ↑km↑ | Province |
|                         | Turin - C.so Unità d'Italia Italia '61 | 0,0  | 5,0  | TO       |
|                         | Intesa Sanpaolo di Villastellone       | 3,3  | 1,7  | TO       |
|                         | Aire de service Bauducchi              | 4,3  | 1,9  | TO       |
|                         | Périphérique Sud                       | 5,1  | 1,1  | TO       |
|                         | Savona                                 | 6,18 | 0,0  | TO       |

## Raccordement de Corso Regina Margherita

Raccordement C.so Regina Margherita

| Raccordement de C.so Regina Margherita |                                          |      |                              |          |
| Type                                   | Indications                              | ↓km↓ | ↑km↑                         | Province |
|                                        | Périphérique Nord                        | 0,83 | 0,0                          | TO       |
|                                        | Savonera Palais royal de Venaria Druento | -    | 0,25 Uniquement depuis Turin | TO       |
|                                        | Turin - C.so Regina Margherita           | 0,0  | 0,83                         | TO       |

## Périphérique Est
Le périphérique Est de Turin fait référence à l'autoroute qui assurerait le contournement de la Ville métropolitaine de Turin sur le coté Est et fermerait la boucle de l'A55. Cette autoroute, qui devra relier les autoroutes A6 et A21 au Sud aux autoroutes A4 et A5 au Nord, d'une longueur d'environ 22 km, selon le tracé choisi, sera très difficile et coûteuse à réaliser, car le secteur à l’Est de la ville est très vallonné.
Bien que le projet ne soit pas encore validé, la construction de l'un des ouvrages les plus importants a commencé en janvier 2008 et s'est achevée en mars 2010. Il s'agit du viaduc sur le Pô, d'une longueur de 2 765 mètres, qui relie la SSP 590 de la vallée de Cerrina, entre les communes de Gassino Torinese et San Raffaele Cimena avec la SS11 à Brandizzo,.